# 永久劳工证
永久劳工证（英語：Permanent Labor Certification）是美国劳工部为雇主担保类职业移民的雇主提供的一个文件，其目的是为了确保美国雇主聘用外籍员工并为他们申请移民，不会替代符合资格的美国劳工，从而保护美国本土的工人和劳工市场。要得到一份永久劳工证，担保雇主必须证明他们有一个工作岗位，市场没有合格的美国人愿意从事这份工作（雇主必须进行指定时间的实际招聘并承担招聘过程的所有花费），并且雇主支付当地普遍薪资给外籍雇员（而不是为了更低的成本而聘用这名外籍员工）。美国劳工部对永久劳工证的管理系统叫做“（程序电子评审管理）”，英文缩写为，在美国移民领域常用这个缩写来表示永久劳工证的申请过程。永久劳工证在职业移民中非常重要，没有得到国家利益豁免的EB-2签证和所有的EB-3签证职业移民，都需要他们的雇主首先得到永久劳工证，然后由雇主（而非其本人）向美国公民及移民服务局递交移民提名申请。